# CM-4100

La CM-4100 es una carretera española perteneciente a la comunidad de Castilla-La Mancha en la Provincia de Toledo.
Es una carretera autonómica de doble sentido de bastante importancia, pues es la principal entrada desde la A-5 hacía la Comarca de la Jara y hacía la zona cacereña de Guadalupe.
Esta carretera esta limitada a la velocidad de 90 kmh en sus primeros 13 kilómetros y a 80 en el resto de su recorrido.

## Recorrido
La CM-4100 empieza en la salida 148 de la A-5 junto a la localidad de Oropesa.
Tras 13 km cruza la localidad de El Puente del Arzobispo.
En el kilómetro 28 cruza La Estrella y en el 36 cruza la localidad de Aldeanueva de San Bartolomé.
En el kilómetro 40 circunvala la localidad de Mohedas de la Jara siendo este pueblo uno de los más bonitos de la carretera junto con El Puente del Arzobispo y Oropesa.
En el kilómetro 49 llega a Puerto de San Vicente un pueblo situado en plena Sierra de Altamira preciosa para dar un paseo además de contar con numerosas rutas para senderistas.
En el kilómetro 50 termina su recorrido en lo alto del puerto a 807 m justo en el límite entre provincias. Cuando la carretera pasa a formar parte de la Provincia de Cáceres cambia de nombre a EX-118. Aquí termina su recorrido tras 50 km.